# Publio Cornelio Scipione (console 218 a.C.)
Publio Cornelio Scipione (260 a.C. – Iberia, 212 a.C./211 a.C.) è stato un militare e politico romano.
Membro eminente della gens Cornelia, Publio era nipote di Lucio Cornelio Scipione Barbato, console nel 298 a.C., e figlio di Lucio Cornelio Scipione, console nel 259 a.C.

## Biografia
Scipione fu a sua volta eletto console nel 218 a.C. o nel 219 a.C. (come preferirebbe Tito Livio) anno in cui Annibale scatenò la seconda guerra punica.

### Il consolato e lo scontro con Annibale (218 a.C.)
Una volta eletto console, gli fu assegnata la guerra in Spagna, ma forze militari inferiori rispetto al suo collega, Ti. Sempronio Longo (a cui era stata affidata la Sicilia e la guerra in Africa), poiché egli era supportato in Gallia cisalpina dal pretore Lucio Manlio Vulsone, a capo di un contingente non esiguo. Cornelio ebbe inoltre forze marittime ridotte, pari a 60 quinqueremi, in quanto non si credette possibile che il nemico potesse invadere l'Italia via mare. Gli vennero quindi date due legioni e i corrispettivi reparto di cavalleria, oltre a 14.000 fanti alleati e 1.600 cavalieri (pari ad oltre tre alae).
Vi è da aggiungere che, poiché Cornelio fu costretto a cedere una delle sue due legioni al pretore Gaio Atilio Serrano, in seguito allo scoppio della rivolta tra i Galli della pianura padana, ne arruolò una nuova prima di partire da Pisa con la flotta. Egli poi costeggiando l'Etruria, la regione dei Liguri ed i monti dei Salluvi, giunse a Massalia (Marsiglia, colonia focese), nei pressi della foce del fiume Rodano. Qui pose l'accampamento, credendo che Annibale non avesse ancora valicato i Pirenei, ma venne a sapere che l'armata cartaginese era ormai in procinto di attraversare il Rodano. Decise pertanto di inviare in perlustrazione un corpo di 300 cavalieri che, guidati dai Massilioti, potessero osservare i movimenti del nemico, mentre le sue legioni si riprendevano dal mal di mare sofferto durante la traversata.
Polibio aggiunge che la veloce avanzata di Annibale verso le Alpi, fece fallire il tentativo di Scipione di fermare il cartaginese prima che raggiungesse l'Italia. Egli infatti, giunto presso gli accampamenti di Annibale, pronto a dare battaglia, quando seppe che l'esercito cartaginese aveva lasciato il Rodano per passare le Alpi e che non avrebbe facilmente potuto inseguire il nemico, ormai molto avanti nel cammino, preferì tornare al mare. Decise così di far ritorno in Italia per opporre la necessaria resistenza, una volta che il Cartaginese fosse disceso nella Pianura Padana.

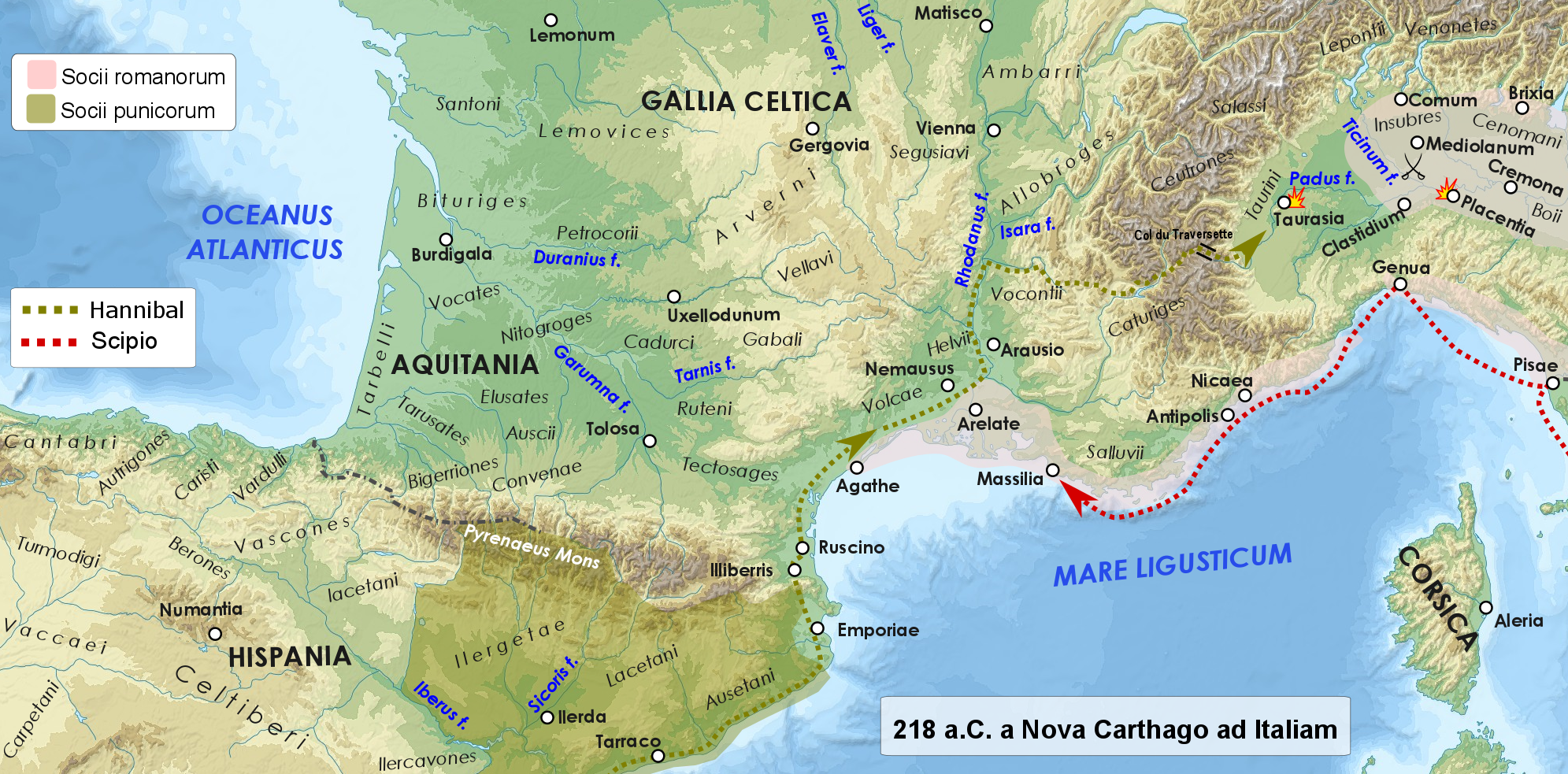
218 a.C.: marcia di Annibale da Nova Carthago all'Italia settentrionale, fino allo scontro con l'esercito romano di Scipione (padre dell'Africano) al Ticino.

Scipione quindi, dopo aver disposto che fosse il fratello, Gneo Cornelio Scipione Calvo, ad occuparsi della provincia spagnola a lui assegnata, in modo che non fosse sguarnita di truppe e potesse opporsi ad Asdrubale Barca, tornò a Genua (Genova) per difendere l'Italia con l'armata che si trovava nella valle del fiume Po. Raggiunse quindi Pisa e, una volta sbarcato, ricevette dai pretori Lucio Manlio Vulsone e Gaio Atilio Serrano un esercito di gente arruolata da poco e intimorita per le ultime vergognose sconfitte.
Quando poi Scipione raggiunse Placentia (Piacenza), Annibale aveva già mosso il suo accampamento ed espugnato la sola città dei Taurini, capitale di quel popolo che non aveva accolto il Cartaginese in amicizia. Ormai Cartaginesi e Romani erano prossimi ad affrontarsi. Scipione, di cui Annibale sembra avesse grande considerazione, si affrettò a passare il fiume Po e mosse gli accampamenti verso il Ticino, pronto a schierare il proprio esercito. Entrambi i comandanti, ora che si faceva sempre più prossimo il primo scontro tra Romani e Cartaginesi, incitarono i propri uomini al combattimento con due discorsi alle truppe tramandati da Tito Livio.
Scipione guidò le forze romane nella battaglia del Ticino. In tale battaglia, in esplorazione con la cavalleria (composta quasi tutta di Galli che al termine della battaglia disertarono in massa unendosi ad Annibale) e con la fanteria leggera, si scontrò con l'avanguardia dell'esercito punico venendo sconfitto. In quell'occasione Scipione rimase gravemente ferito e fu salvato dal figlio (il futuro Africano).
Nel dicembre dello stesso anno partecipò alla battaglia della Trebbia dove le forze romane, guidate dall'altro console Tiberio Sempronio Longo e da questi schierate nonostante il suo parere contrario, furono sconfitte.

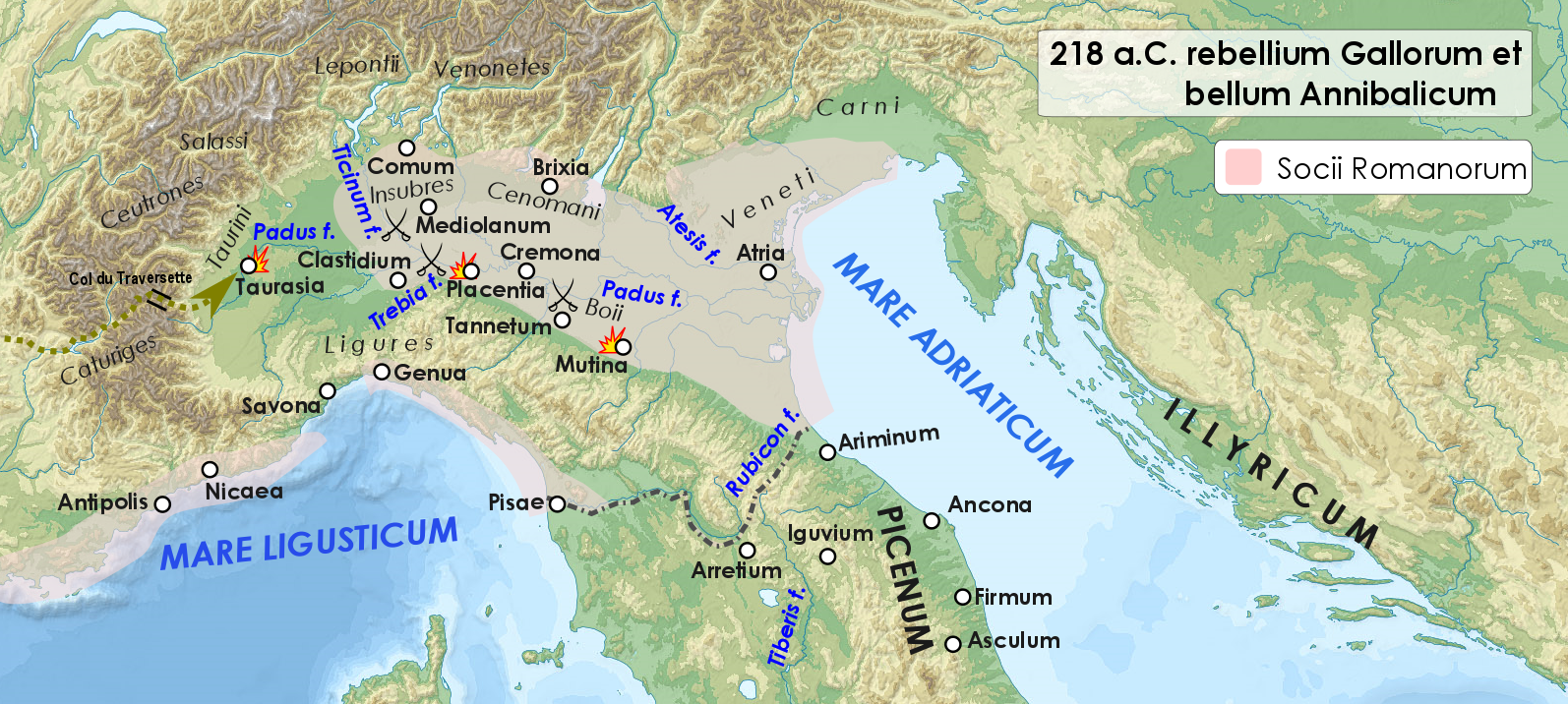
La Gallia cisalpina, teatro delle operazioni dell'autunno del 218 a.C.: dalla rivolta dei Boii con l'assedio di Mutina, alle vittorie di Annibale al Ticino e alla Trebbia.

### La spedizione in Iberia (218 - 211 a.C.)

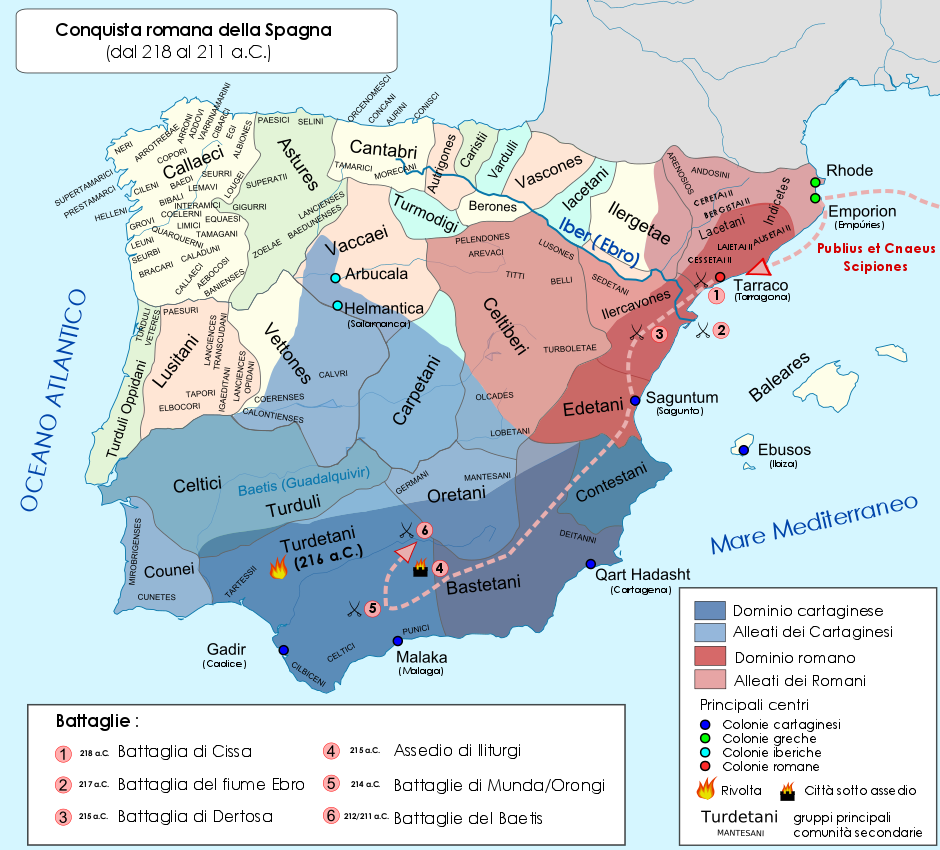
L'avanzata dei Romani in Spagna (dal 218 al 211 a.C.) sotto i due Scipioni, Publio e Gneo

Nonostante le sconfitte Scipione mantenne la fiducia del popolo romano, il mandato militare gli fu confermato e fu inviato in Spagna ad affiancare il fratello nel combattere le forze cartaginesi e trattenerle così lontane dall'Italia. L'azione di Scipione nella penisola iberica fu coronata da vittorie importanti fino a quando, nel 212/211 a.C. morì durante le battaglie del Baetis superiore che videro la sconfitta delle armate romane. Nello stesso anno il fratello Gneo fu sconfitto e morì nella battaglia di Ilorci vicino a Carthago Nova. Come accadde al Ticino con i Galli, sembra che queste sconfitte fossero da addebitare al tradimento delle popolazioni locali dei Celtiberi, corrotte da Asdrubale Barca, fratello di Annibale.

## Scipione e la suagens
Publio Cornelio Scipione fu padre di Publio Cornelio Scipione detto Africano e di Lucio Cornelio Scipione Asiatico. Un successivo Publio Cornelio Scipione, figlio di Scipione Africano e di Emilia Paola e quindi nipote del console del 218 a.C., fu il padre adottivo di Publio Cornelio Scipione Emiliano. Questo Scipione fu nominato pretore nel 174 a.C.